# Bryonieae
Bryonieae es una tribu de plantas de la familia Cucurbitaceae. El género tipo es: Bryonia L., con los siguientes géneros:

## Géneros
- Austrobryonia H. Schaef.
- Bryonia L.
- Ecballium A. Rich.
- Elaterium Mill. = Ecballium A. Rich.